# 天使のラブクーポン
『天使のラブクーポン』（てんしのラブクーポン、原題：換換愛）は台湾のテレビドラマ。
2007年6月3日から2007年9月9日まで台湾の中華電視公司で放送された。日本では2008年5月28日から2008年12月10日までBS日テレで放送された。
2005年に台湾で大ヒットした『悪魔で候（惡魔在身邊）』で共演した、楊丞琳（レイニー・ヤン）、賀軍翔（マイク・ハー）、王傳一（ワン・チュアンイー）が再び共演した。また、楊丞琳（レイニー・ヤン）の母親役も、同じ戈偉如（ガー・ウェイルー）が演じている。

## エピソード・サブタイトル
全24話
| 各話   | サブタイトル       | 放送日         |
| ------ | ------------------ | -------------- |
| 第1話  | 恋のスタートライン | 2008年5月28日  |
| 第2話  | 使い果たした幸運   | 2008年6月4日   |
| 第3話  | 勤労少女の春       | 2008年6月11日  |
| 第4話  | 縮まる距離         | 2008年6月18日  |
| 第5話  | 2つの誤解          | 2008年6月25日  |
| 第6話  | 救いの手           | 2008年7月9日   |
| 第7話  | 期待外れの夜       | 2008年7月16日  |
| 第8話  | 知らされた真実     | 2008年7月23日  |
| 第9話  | 信頼と疑い         | 2008年7月30日  |
| 第10話 | 新しいスタート     | 2008年8月6日   |
| 第11話 | 思いがけないキス   | 2008年8月13日  |
| 第12話 | 本当に好きな人     | 2008年8月20日  |
| 第13話 | 勤労少女の運命     | 2008年8月27日  |
| 第14話 | 友達だからこそ     | 2008年9月10日  |
| 第15話 | 母の面影           | 2008年9月17日  |
| 第16話 | 不器用な告白       | 2008年10月1日  |
| 第17話 | 君と一緒の未来     | 2008年10月8日  |
| 第18話 | 人を愛すること     | 2008年10月15日 |
| 第19話 | 最後の愛情         | 2008年10月22日 |
| 第20話 | このまま2人で      | 2008年11月5日  |
| 第21話 | 思い出作り         | 2008年11月12日 |
| 第22話 | 涙のプロポーズ     | 2008年11月26日 |
| 第23話 | 悲しい真実         | 2008年12月3日  |
| 第24話 | それぞれの未来     | 2008年12月10日 |

### キャスト
| 役名                      | 俳優名                        |
| ------------------------- | ----------------------------- |
| ジャディ （童嘉蒂）       | 楊丞琳 （レイニー・ヤン）     |
| フォダー （霍達）         | 賀軍翔 （マイク・ハー）       |
| フォエン （霍彥）         | 王傳一 （ワン・チュアンイー） |
| シャオナン （江小南）     | 陳妍希 （ミシェル・チェン）   |
| エンシュー （楊妍書）     | Judy （ジュディー）           |
| ジャディ母 （廖彩娟）     | 戈偉如 （ガー・ウェイルー）   |
| ジャホイ （童嘉輝）       | 孫沁岳 （ヨーク・スン）       |
| フォダー父 （霍振浩）     | 王道 （ワン・ダオ）           |
| チン・ユーファ （秦玉華） | 金玉嵐 （ジン・ユーラン）     |
| ボーズ （波子）           | 許時豪 （シュー・シーハオ）   |

### スタッフ
- プロデューサー - 柴智屏（アンジー・チャイ）
- 監督 - 林合隆（リン・ハーロン）
- 脚本統括 - 毛訓容

### 主題歌
オープニングテーマ
- 『The World I Want/我要的世界』

歌 - 王傳一（ワン・チュアンイー）
エンディングテーマ
- 『酸欠/缺氧』

歌 - 楊丞琳（レイニー・ヤン）